# Hamieten

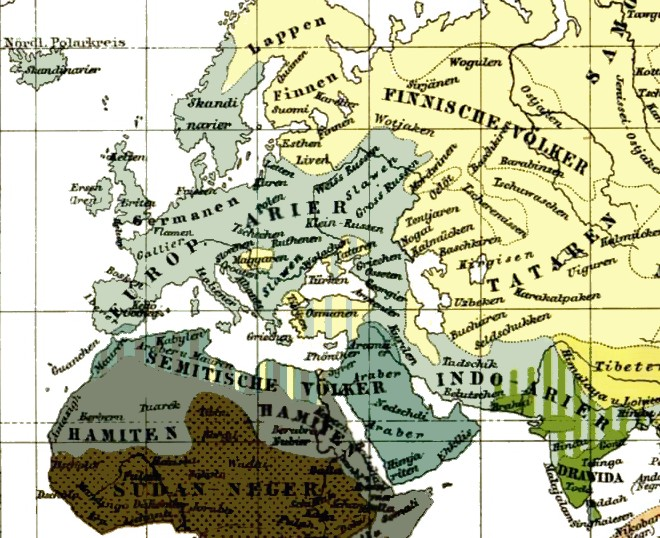
Illustratie uit Meyers Konversationslexikon, 4e editie (1885-1890). In die tijd dacht men dat er een "Kaukasisch ras" bestond, waarvan de "Hamieten" (op de kaart aangegeven in Noord-Afrika en het Somalisch Schiereiland) deel uitmaakten.

De Hamieten of Chamieten, zijn, volgens een in onbruik geraakte theorie, een groep volkeren die zouden afstammen van Cham, die volgens de Tenach en de Bijbel een van de drie zonen van Noach was. Volgens deze hamitische theorie of Hamitische hypothese, een 19e-eeuwse rassentheorie, bestond er een "Hamitisch ras" dat de volkeren van Noord-Afrika, de Hoorn van Afrika en het zuidelijk deel van het Arabisch Schiereiland omvatte en superieur was aan het "negroïde ras" van Sub-Saharisch Afrika.
Ook werd de term "Hamitisch" in de 19e eeuw gebruikt voor een hypothetische "Hamitisch-Semitische" taalfamilie die de niet-Semitische Afro-Aziatische talen omvatte. Deze theorie, die de rassentheorie ondersteunde, werd terzijde geschoven nadat werd aangetoond dat de "Hamitische" talen geen fylogenetische eenheid vormen.

## Rassentheorie
De termen "Hamieten" en "Hamitisch" refereerden oorspronkelijk aan de afstammelingen van Noachs zoon Cham. In het Bijbelse boek Genesis wordt Chams zoon Kanaän vervloekt door Noach, nadat Cham zijn vader zou hebben bespot. In de Bijbel worden Kaänieten, Somaliërs, Egyptenaren en Libiërs tot de afstammelingen van Cham gerekend.
Hoewel Noachs vloek alleen Chams zoon Kanaän betrof (wiens nakomelingen, de Kaänieten, volgens de Bijbelse Volkenlijst de Levant bevolkten), werd het verhaal in de middeleeuwen en daarna gebruikt door aanhangers van het christendom en het jodendom om slavernij en kolonialisme van de negroïde Afrikanen te rechtvaardigen.
In de 19e eeuw kreeg de term "Hamitisch" een nieuwe betekenis toen Europese antropologen een verband legden tussen het Bijbelse verhaal over de vloek van Cham en de migratiepatronen van een theoretische groep volken uit het Midden-Oosten die in zuidelijke richting zou zijn getrokken. Ze maakten, vooral op basis van huidskleur, schedelvorm en andere uiterlijke kenmerken, pseudo-wetenschappelijk onderscheid tussen de "Hamieten" en "negroïden". De Britse ontdekkingsreiziger John Hanning Speke bijvoorbeeld geloofde dat zijn ontdekkingsreizen, op zoek naar de bron van de Nijl, het bewijs leverden voor een "beschaafd" Noord-Afrika en een "barbaars" Afrika.

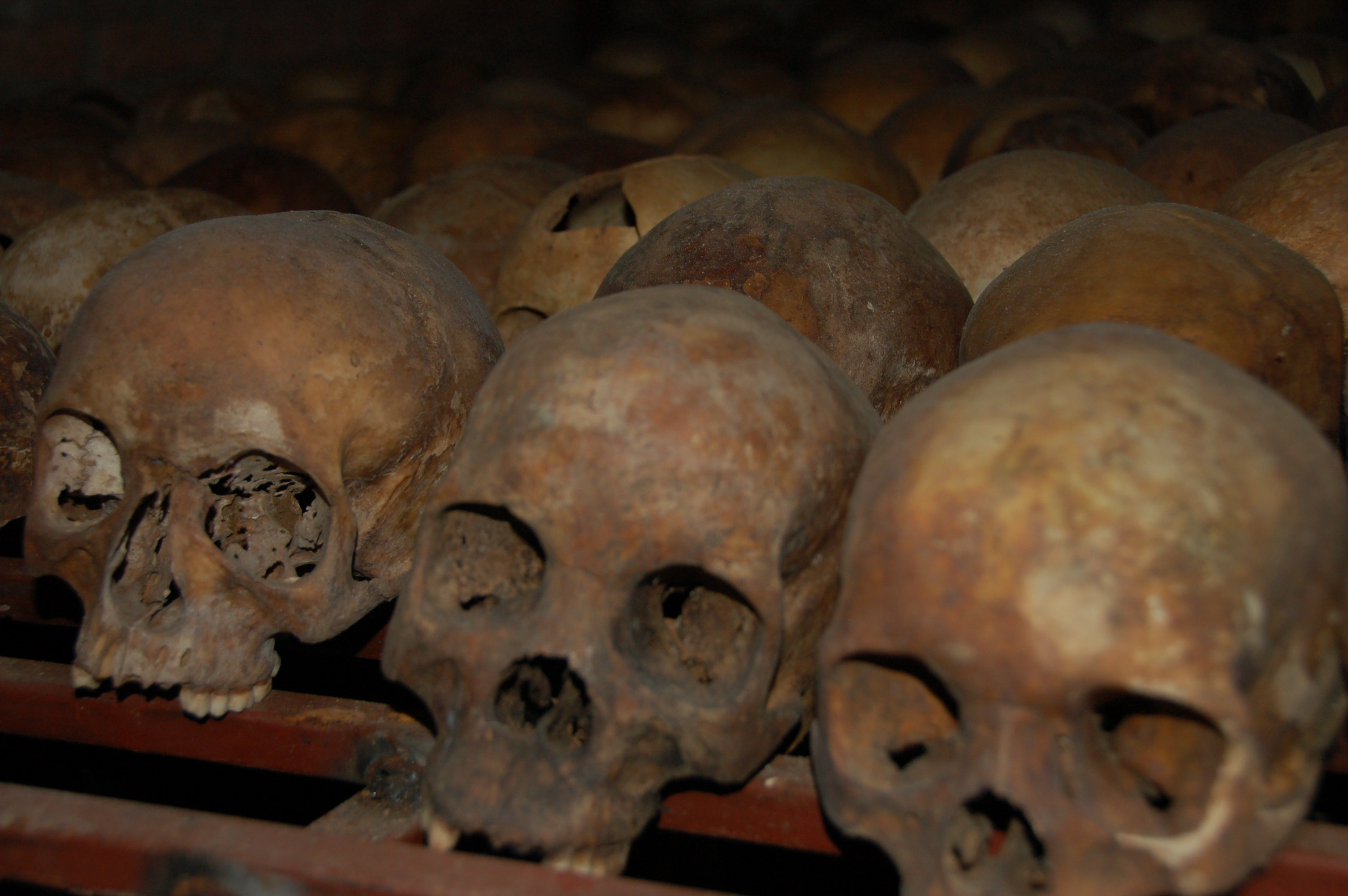
Schedels van slachtoffers van de Rwandese Genocide. De ongelijke behandeling van Hutu's en Tutsi's, op grondslag van de Hamitische theorie, was een van de factoren die leidde tot de genocide.

Speke beweerde ook dat de Tutsi's afstamden van een Hamitisch volk dat vanuit Ethiopië naar zuidelijk Afrika was getrokken en zich met de plaatselijke, negroïde bevolking had vermengd. Op grondslag van deze "Hamitische afstamming" werden de Tutsi's minder slecht behandeld dan de Hutu's door de Duitse en (na 1916) Belgische kolonisators in Rwanda en Burundi. Deze ongelijke behandeling van Tutsi's en Hutu's op basis van de Hamitische theorie tijdens de koloniale periode was een van factoren die uiteindelijk leidden tot de Rwandese Genocide.
Latere wetenschappers breidden deze theorie verder uit. De Italiaanse antropoloog Giuseppe Sergi stelde in zijn Origine e diffusione della stirpe mediterranea (1895) dat er een Hamitische tak van zijn "mediterrane ras" te onderscheiden was, die weer in te delen was in de noordelijke Hamieten (bestaande uit de Berbers, Fulbe, Guanchen en Toubou) en de oostelijke Hamieten (bestaande uit de Egyptenaren, Somaliërs en Oromo).
Een extreme voorstander van de Hamitische rassentheorie, de Britse etnoloog C.G. Seligman, beweerde in The Races of Africa (1930) zelfs dat alle belangrijke verrichtingen in de Afrikaanse geschiedenis het werk waren van de "Hamieten", die naar het zuiden waren getrokken om de Sub-Saharische volkeren beschaving bij te brengen.
Onder Afro-Amerikanen waren de reacties op de Hamitische theorie gemengd. Sommige steunden Sergi's hypothese dat een superieur mediterraan ras zich had ontwikkeld in Afrika, omdat dit idee een afrocentrisch alternatief bood voor de rassentheorie over de superioriteit van het Noord-Europese "Arische ras". Zo publiceerde de Journal of Negro History in 1917 een artikel van George Wells Parker, "The African Origin of the Grecian Civilization", waarin Parker steun uitsprak voor Segri's theorieën. Wel gaf Parker er een andere draai aan door te stellen dat juist het "negroïde ras" het superieure ras was. Parker richtte in 1917 zelfs een Afro-Amerikaanse organisatie op onder de naam Hamitic League of the World ("Hamitische Wereldliga") die dit idee aanhing. Aanhangers van het panafrikanisme zoals W.E.B. Du Bois namen echter afstand van de "Hamitische" theorie omdat deze de Afrikanen indeelde in een superieur, "blank" ras en een inferieur, negroïde ras.

## Hypothetische taalfamilie

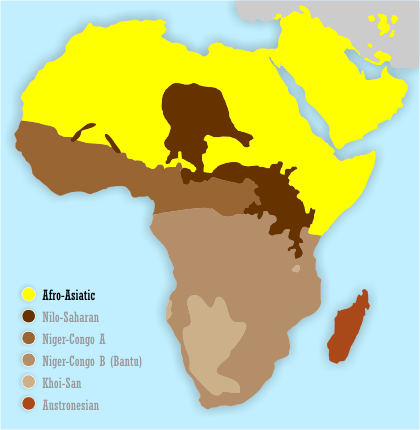
De hypothese van een Hamitisch-semitische taalfamilie is vervangen door de familie van Afro-Aziatische talen, hier aangegeven in geel

De hypothese van een Hamitisch-semitische taalfamilie werd geïntroduceerd in de tweede helft van de 19e eeuw, onder meer door de Duitse taalkundige Friedrich Müller in zijn Grundriss der Sprachwissenschaft (1876). Deze taalfamilie zou bestaan uit de Semitische talen, aangevuld door een Hamitische tak bestaan uit de Berbertalen, de Koesjitische talen en de Egyptische talen. Müllers definitie omvatte echter niet de Tsjadische talen, waaronder Hausa. De Duitse egyptoloog Karl Richard Lepsius kwam met een andere definitie voor de hypothetische Hamitische taalgroep. Deze omvatte volgens hem de niet-Semitische Afrikaanse talen die geslachten kenden. Volgens zijn definitie omvatte de groep ook de Tsjadische talen. Zowel Müller als Lepsius gebruikten niet-linguïstische kenmerken, waaronder huidskleur, haartype en andere uiterlijke karakteristieken, om hun hypothese van een Hamitische taalgroep te ondersteunen.
Carl Meinhof kwam met een nieuw model in zijn Die Sprachen Der Hamiten (1912) waarbij hij Lepsius' taalgroep uitbreidde met de West-Afrikaanse taal Fula en de Oost-Afrikaanse talen Maa, Bari, Nandi, Sandawe en Hadza. Meinhofs classificatie was gebaseerd op zijn geloof dat "sprekers van Hamitische talen een grote overlap vertoonden met de van veeteelt levende volkeren van grotendeels Kaukasische oorsprong, van nature verschillend van en superieur ten opzichte van de 'Afrikaanse negers'" Meinhof introduceerde ook het begrip "Nilotisch-Hamitische talen", een hypothetische taalgroep bestaande uit de Oost-Nilotische talen en Zuid-Nilotische talen die zou ontstaan zijn uit een mengtaal van nilotische en "Hamitische" (voornamelijk koesjitische) elementen. Tegenwoordig worden de West-, Oost- en Zuid-Nilotische taalgroepen als drie aparte takken van het Nilotisch gezien.
De Franse taalkundige Marcel Cohen verwierp in 1950 het idee van een aparte "Hamitische" groep als één geheel tegenover de Semitische talen. Dat werd bevestigd door het werk van de Amerikaan Joseph Greenberg, die in zijn The Languages of Africa (1963) een nieuwe taalfamilie voorstelde: de Afro-Aziatische talen, bestaande uit de Berbertalen, Tsjadische talen, Koesjitische talen, Egyptische talen, Omotische talen en Semitische talen. Deze indeling, op puur linguïstieke kenmerken, is de meest gebruikte tot op heden; de term "Hamitisch" speelt geen rol van betekenis meer.